# Club Unión Española
L'Unión Española è una società calcistica cilena, con sede a Santiago del Cile. Milita nella Primera División, la massima serie del campionato cileno di calcio.

## Storia
Il club fu fondato il 18 maggio del 1897, ha vinto sette campionati cileni, due Coppe del Cile e una Supercoppa del Cile e ha sede nel comune di Independencia nella Provincia di Santiago.

## Allenatori
- Juan Legarreta (1922–30)
- Luis Tirado (1932–35)
- Manuel Casals (1940–43)
- Atanasio Pardo (1943)
- Isidro Lángara (1950–51)
- Hernán Fernández (1954)
- Francisco Hormazábal (1959–60)
- Francisco Molina (1966–67)
- Andrés Prieto (1968)
- Sergio Navarro (1969)
- Pedro Areso (1969)
- Miguel Mocciola (1969)
- Francisco Vairo (1970)
- Pedro Areso (1970)
- Néstor Isella (1971–72)
- Luis Santibáñez (1973)
- Jaime Ramírez (1974)
- Manuel Rodríguez (1974)
- Luis Santibáñez (1975–77)
- Pedro García (1978)
- Luis Álamos (1978)
- Germán Cornejo (1978–79)
- José María Silvero (1979)
- Orlando Aravena (1980)
- Nicolás Novello (1981–82)
- Honorino Landa (1982–83)
- Humberto Cruz (1983)
- Orlando Aravena (1984–85)
- Héctor Pinto (1986–88)
- Luis Santibáñez (1988)
- Manuel Rodríguez (1989–91)

- Nelson Acosta (1992)
- Guillermo Yávar (1992)
- Pedro García (1992)
- Nelson Acosta (1993–96)
- Julio Comesaña (1996)
- Jorge Spedaletti (1996)
- Guillermo Páez (1996–97)
- Luis Ahumada (1997)
- Rogelio Delgado (1997)
- Guillermo Yávar (1998)
- Juvenal Olmos (1999–01)
- Leonardo Véliz (2001–02)
- Roberto Hernández (2002–03)
- Fernando Carvallo (2003–04)
- Fernando Díaz (2005)
- Fernando Carvallo (1º gen 2006 – 30 giu 2006)
- Manuel Rodríguez (2006)
- Héctor Pinto (2007)
- Marcelo Espina (2007–08)
- Jorge Garcés (2008)
- Luis Hernán Carvallo (2008–09)
- José Luis Sierra (2009)
- Rubén Israel (15 ott 2009 – 12 ott 2010)
- José Luis Sierra (14 ott 2010 – ?)
- Fernando Vergara (201?–)

## Calciatori
- Carlos Buttice
- Héctor Méndez

## Palmarès

### Competizioni nazionali
- Campionato cileno: 7

1943, 1951, 1973, 1975, 1977, 2005 Apertura, 2013 Transición
- Coppe del Cile: 2

1992, 1993
- Supercopa de Chile: 1

2013
- Primera B (Cile): 1

1999

### Altri piazzamenti
- Campionato cileno:

Secondo posto: 1945, 1948, 1950, 1970, 1972, 1976, Clausura 2004, Apertura 2009, Clausura 2012, 2017
Terzo posto: 1990, Apertura 2013, 2024
- Copa Chile:

Finalista: 1977, 1988, 2022
Semifinalista: 1975, 1979, 1990, 2008-2009, 2012-2013, 2014-2015, 2015, 2021
- Coppa Libertadores:

Finalista: 1975
Semifinalista: 1971

## Organico

### Rosa 2018-2019
| N. |                     | Ruolo | Calciatore        |
| -- | ------------------- | ----- | ----------------- |
| 1  | Cile (bandiera)     | P     | Juan José Echave  |
| 2  | Cile (bandiera)     | D     | Mauricio Maureira |
| 3  | Cile (bandiera)     | D     | Tomás Quintana    |
| 5  | Cile (bandiera)     | C     | Felipe Seymour    |
| 6  | Cile (bandiera)     | D     | Luis Pavez M.     |
| 7  | Cile (bandiera)     | D     | Juan Pablo Gómez  |
| 9  | Paraguay (bandiera) | A     | Mauro Caballero   |
| 10 | Cile (bandiera)     | C     | Misael Dávila     |
| 11 | Cile (bandiera)     | C     | José Luis Sierra  |
| 12 | Cile (bandiera)     | P     | Mirko Rivera      |
| 13 | Cile (bandiera)     | P     | Diego Sánchez     |
| 14 | Cile (bandiera)     | A     | David Llanos      |
| 17 | Cile (bandiera)     | D     | Luis Pavez C.     |

| N. |                      | Ruolo | Calciatore         |
| -- | -------------------- | ----- | ------------------ |
| 18 | Uruguay (bandiera)   | D     | José Aja           |
| 19 | Cile (bandiera)      | D     | Mario Larenas      |
| 21 | Cile (bandiera)      | A     | Gary Tello         |
| 23 | Cile (bandiera)      | A     | Sebastián Varas    |
| 24 | Colombia (bandiera)  | D     | Ezequiel Palomeque |
| 26 | Cile (bandiera)      | D     | Thomas Galdames    |
| 27 | Cile (bandiera)      | D     | Rodrigo González   |
| 28 | Cile (bandiera)      | C     | Ignacio Núñez      |
| 29 | Cile (bandiera)      | C     | Benjamín Galdames  |
| 30 | Cile (bandiera)      | A     | Bastián Yáñez      |
| 33 | Cile (bandiera)      | C     | Ignacio Jara       |
| 37 | Panama (bandiera)    | P     | Luis Mejía         |
|    | Argentina (bandiera) | C     | Emiliano Vecchio   |

### Rosa 2017-2018
| N. |                      | Ruolo | Calciatore        |
| -- | -------------------- | ----- | ----------------- |
| 1  | Cile (bandiera)      | P     | Diego Sánchez     |
| 2  | Cile (bandiera)      | D     | Nelson Córdova    |
| 3  | Cile (bandiera)      | D     | Luis Pavez        |
| 4  | Cile (bandiera)      | D     | Fernando Cornejo  |
| 5  | Argentina (bandiera) | C     | Santiago Gallucci |
| 6  | Cile (bandiera)      | D     | Ramiro González   |
| 7  | Cile (bandiera)      | D     | Juan Pablo Gómez  |
| 8  | Cile (bandiera)      | C     | Israel Poblete    |
| 9  | Argentina (bandiera) | A     | Tobias Figueroa   |
| 10 | Cile (bandiera)      | C     | Pablo Aránguiz    |
| 11 | Cile (bandiera)      | C     | José Luis Sierra  |
| 13 | Cile (bandiera)      | C     | Víctor Méndez     |
| 14 | Cile (bandiera)      | C     | Misael Dávila     |

| N. |                      | Ruolo | Calciatore      |
| -- | -------------------- | ----- | --------------- |
| 16 | Cile (bandiera)      | A     | Carlos Muñoz    |
| 17 | Cile (bandiera)      | D     | Jorge Ampuero   |
| 20 | Argentina (bandiera) | C     | Ramiro Carrera  |
| 21 | Cile (bandiera)      | A     | Gary Tello      |
| 22 | Cile (bandiera)      | P     | Cristián Guerra |
| 23 | Cile (bandiera)      | A     | Sebastián Jaime |
| 24 | Uruguay (bandiera)   | D     | Ángelo Pizzorno |
| 25 | Cile (bandiera)      | A     | Carlos Palacios |
| 26 | Cile (bandiera)      | D     | Thomas Galdames |
| 27 | Cile (bandiera)      | C     | Pablo Galdames  |
| 28 | Cile (bandiera)      | C     | Ignacio Núñez   |
| -- | Venezuela (bandiera) | A     | José Balza      |